# Liste der Bodendenkmäler in Teising
Auf dieser Seite sind die Bodendenkmäler in der oberbayerischen Gemeinde Teising zusammengestellt. Diese Tabelle ist eine Teilliste der Liste der Bodendenkmäler in Bayern. Grundlage ist die Bayerische Denkmalliste, die auf Basis des Bayerischen Denkmalschutzgesetzes vom 1. Oktober 1973 erstmals erstellt wurde und seither durch das Bayerische Landesamt für Denkmalpflege geführt wird. Die folgenden Angaben ersetzen nicht die rechtsverbindliche Auskunft der Denkmalschutzbehörde.

## Bodendenkmäler der Gemeinde
| Lage                            | Objekt | Akten-Nr.     | Bild           |
| ------------------------------- | --- | ------------- | -------------- |
| Teising (Standort)              | Körpergräber vor- und frühgeschichtlicher Zeitstellung. Siehe auch: Körpergrab | D-1-7741-0002 |                |
| Teising (Standort)              | Siedlung mit Grabenwerk vor- und frühgeschichtlicher Zeitstellung. Siehe auch: Grabenwerk | D-1-7741-0028 |                |
| Teising Kirchenweg 2 (Standort) | Untertägige mittelalterliche und frühneuzeitliche Befunde im Bereich der Katholischen Kirche St. Johannes der Täufer in Teising und ihres Vorgängerbaus. Siehe auch: St. Johann Baptista (Teising) | D-1-7741-0196 | weitere Bilder |